# Effet Papageno
L'effet Papageno est un phénomène pendant de l'effet Werther. Nommé d'après le personnage d'opéra Papageno, il exprime une association positive entre un traitement particulier des suicides par les médias et les variations constatées dans les taux de suicide, bénéfique dans la prévention du suicide.

## Présentation
Dans le finale de l'opéra La Flûte enchantée de Mozart, l'oiseleur Papageno, pensant avoir perdu son amour Papagena, songe à se pendre à un arbre. Mais les Trois Garçons surgissent et l'invitent plutôt à trouver une autre issue. Papageno se rappelle alors qu'il possède un carillon magique, qui lui permet de retrouver sa bien-aimée,,.
Le nom du personnage est, par analogie à ce rappel aux ressources dont on peut disposer afin de surmonter une crise suicidaire, donné à l'effet Papageno, pendant de l'effet Werther, mis en lumière par une étude de l'Université médicale de Vienne, dirigée par le psychologue Thomas Niederkrothentaler, qui souligne qu'en respectant certaines conditions des messages médiatiques peuvent avoir une portée préventive des comportements suicidaires,,,. En particulier lorsque « les médias abordent l'idéation suicidaire sans parler du passage à l'acte, [...] abordent le vécu de l'idéation suicidaire en mettant l'accent sur la volonté de « continuer à vivre » [...et] mettent en évidence l'importance de l'adoption de mécanismes d'adaptation positifs (coping) pour faire face à la situation ».

## Exemples
Pour le psychiatre Clément Guillet, le témoignage de célébrités ayant surmonté une crise suicidaire peut notamment avoir un effet protecteur en incitant des personnes à demander de l'aide. Le 9 janvier 2022, l'intervention au journal télévisé de TF1 du chanteur Stromae, qui interprète en direct sa chanson L'Enfer, entraîne ainsi un pic d'appels de 13 % sur la ligne nationale française d’écoute et de prévention du suicide, le 3114. C'est un exemple d'effet Papageno.
Un autre exemple est le morceau de hip-hop 1-800-273-8255, du musicien américain Logic, qui met en scène une envie de suicide qui se termine avec beaucoup d'espoir. Le titre correspond au numéro de la ligne américaine SOS suicide, et des chercheurs ont constaté que la diffusion du morceau et du clip avait eu un effet Papageno : plus d'appels au numéro en question et moins de suicides enregistrés lors des périodes de diffusion, avec un résultat maximum à l'issue de la prestation de Logic aux MTV Video Music Awards.

## Programme Papageno
Dans le même esprit, le « programme Papageno », initié en France en 2014, est un programme de prévention du suicide.